# Жидков, Иван Сергеевич
Ива́н Серге́евич Жидко́в (26 ноября 1923, станица Белореченская, Майкопский отдел, Кубано-Черноморская область — 4 августа 1977, Белореченск, Краснодарский край) — советский военнослужащий, участник Великой Отечественной войны, Герой Советского Союза.

## Биография
Иван Сергеевич Жидков родился в крестьянской семье в станице Белореченская Кубано-Черноморской области (ныне — город Белореченск Краснодарского края).
В 1941 году окончил Белореченскую среднюю школу № 2 имени А. С. Пушкина. В ноябре того же года был призван в ряды Красной Армии, окончил военное пехотное училище.
На фронте с августа 1942 года (Сталинградский фронт), затем, после ранения, направлен на Центральный фронт, участвовал в боях на Курской дуге. Здесь заслужил первые боевые награды и получил звание младшего лейтенанта. Позже в составе войск 1-го Украинского фронта Жидков участвовал в боях за освобождение Украины, Польши.
10 апреля 1945 года за проведение операции по форсированию реки Одер и закреплению советских войск на западном берегу командиру взвода 416 стрелкового полка 112 стрелковой дивизии 13 армии лейтенанту Жидкову Ивану Сергеевичу было присвоено звание Героя Советского Союза с вручением ордена Ленина и медали «Золотая Звезда».
Закончил войну в городе Бреслау (Германия).
В 1947 году старший лейтенант Жидков уволен в запас. Работал инструктором райисполкома, следователем, помощником прокурора в прокуратурах Краснодарского края.
Скончался 4 августа 1977 года. Похоронен в городе Белореченске.

## Награды и звания
Награждён орденом Ленина, орденом Отечественной войны 2 степени, орденом Красной Звезды, медалями
- Медаль «Золотая Звезда» Героя Советского Союза № 7994 (23.10.1943).[1]
- Орден Ленина (23.10.1943).[1]
- Орден Отечественной войны II степени (12.09.1944)[2]
- Орден Красной Звезды (10.08.1944)[3]
  - медали, в том числе:

- - «В ознаменование 100-летия со дня рождения Владимира Ильича Ленина» (6 апреля 1970)
  - «За победу над Германией в Великой Отечественной войне 1941—1945 гг.» (9.5.1945)[4]
  - «20 лет Победы в Великой Отечественной войне 1941—1945 гг.» (7 мая 1965[5])
  - «30 лет Победы в Великой Отечественной войне 1941—1945 гг.»[6]
  - «Ветеран труда»
  - «30 лет Советской Армии и Флота»[7]
  - «40 лет Вооружённых Сил СССР»[8]
  - «50 лет Вооружённых Сил СССР» (26 декабря 1967[9])

- Знак «25 лет победы в Великой Отечественной войне» (1970)

## Память

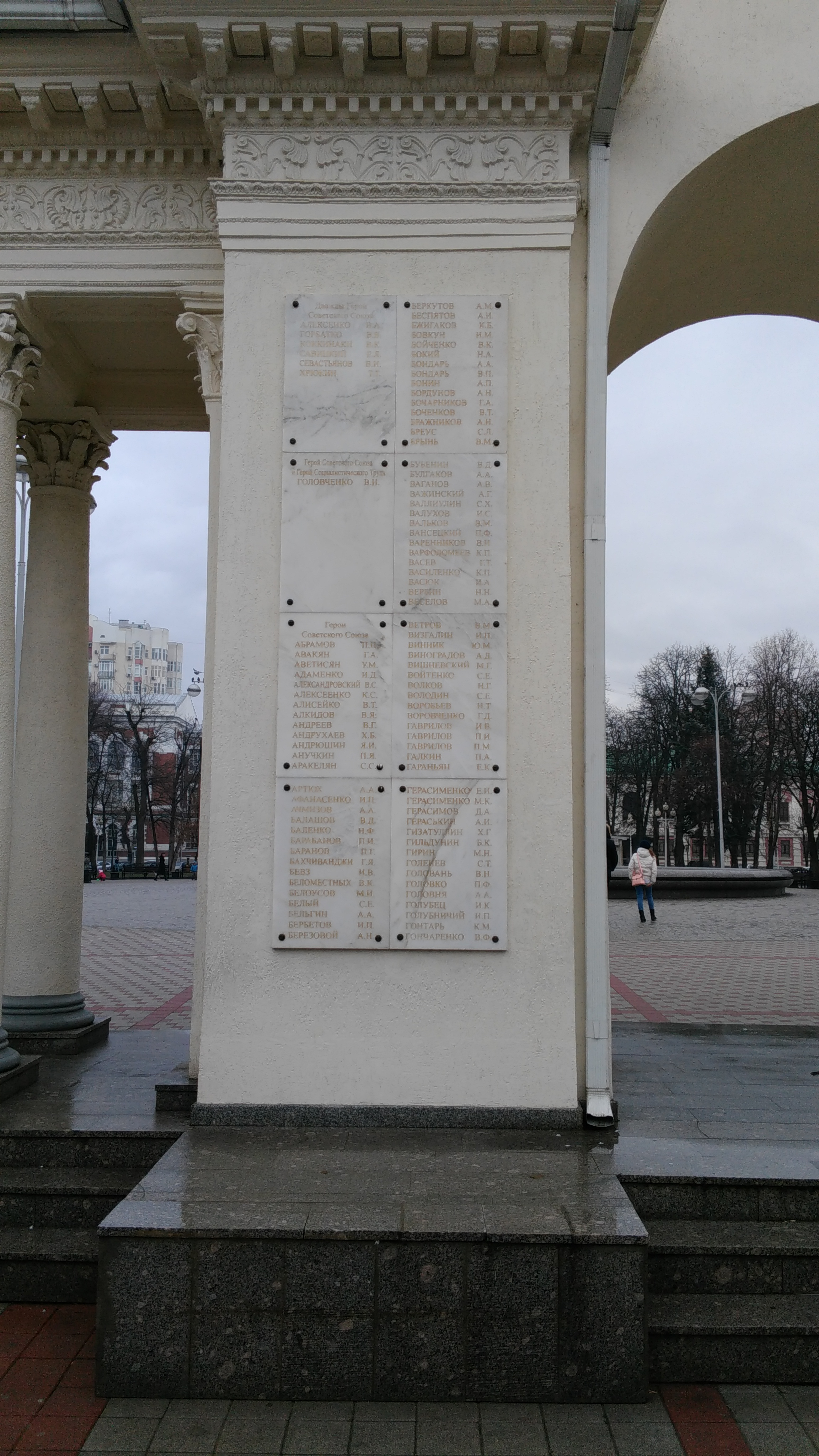
Имя Героя на мемориальной арке в Краснодаре (А-Г)

- Имя Героя увековечено на мемориальной арке в Краснодаре.
- Имя Героя высечено золотыми буквами в зале Славы Центрального музея Великой Отечественной войны в Парке Победы города Москвы.

- На могиле героя установлен надгробный памятник.
- одна из улиц Белореченска носит его имя.